# Numancja (dramat)

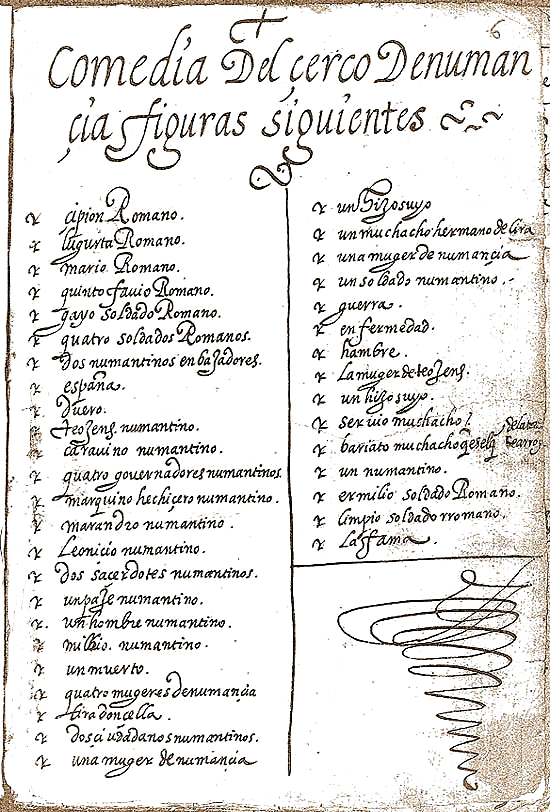
Rękopis utworu

Numancja (org. El cerco de Numancia) – utwór dramatyczny Miguela de Cervantes, napisany prawdopodobnie w 1588 roku. Według relacji autora sztuka była wystawiana w Madrycie i cieszyła się pewną popularnością. Opublikowana została jednak po raz pierwszy dopiero w 1784 roku. Opowiada o walce mieszkańców tytułowego grodu z Rzymianami i stanowi apoteozę hiszpańskiego bohaterstwa.
Akcję utworu Cervantes skonstruował poprzez połączenie zapisków historycznych z motywami ludowymi i fantastycznymi (np. czarownik wywołujący zmarłego z grobu, aby uzyskać od niego wróżbę dotyczącą przyszłych losów wojny).
Według podania sztukę wystawiono w 1809 roku w Saragossie, podczas oblężenia napoleońskiego, aby podtrzymać zapał patriotyczny wśród mieszkańców. Natomiast w 1937 poeta Rafael Alberti zaktualizował utwór tak, aby skierowany był przeciwko Mussoliniemu i wystawił go w Madrycie.

## Fabuła
Utwór opowiada o oblężeniu tytułowego miasta przez Rzymian i dzieje się na przemian w Numancji i w obozie Scypiona. Rzymianie odcinają Numantyńczyków od dostaw żywności. Oblężeni podejmują rokowania, w ramach których proponują honorową kapitulację lub rozstrzygnięcie wojny poprzez pojedynek. Scypion jednak odrzuca obie propozycje. Numańczycy decydują się więc spalić cały swój dobytek oraz popełnić samobójstwo, aby uniknąć niewoli. Zostaje to zatwierdzone dekretem senatu. Mężczyźni zabijają więc kobiety i dzieci, a sami wdają się w samobójcze pojedynki z Rzymianami. Scypion ma nadzieję wziąć choćby jednego jeńca, kiedy więc widzi na wieży małego chłopca, Viriato, ofiaruje mu łaskę w zamian za poddanie się. Chłopiec jednak odrzuca tę ofertę i popełnia samobójstwo. Scypion docenia męstwo Numańczyków, a jego słowa potwierdza spersonifikowana Sława.